# Na Ruixa
Na Ruixa (o Na Ruixa Mantells) és un personatge mitològic balear, una fada amb possibles arrels en la tradició oral de les Illes Balears. Fou cristal·litzada literàriament per Miquel Costa i Llobera i més tard popularitzada per Maria del Mar Bonet.

## Descripció
Na Ruixa Mantells és descrita literàriament per primer cop per Miquel Costa i Llobera en un poema del seu llibre Tradicions i fantasies (1903). Allí apareix com una fada d’aigua encantadora i seductora, amb trets típics d'una sirena homèrica però també amb un caire propi de les fades del folklore de les Illes Balears i Catalunya. Es conta que viu a les coves d'un lloc indeterminat de l'illa (suposadament, a la Badia de Pollença). Així mateix, porta un ample mantell blau amb el qual captura els mariners incauts enmig de les tempestes.
Costa i Llobera, doncs, va ser qui la va donar a conèixer en l’àmbit literari, fixant-ne els trets i el nom en el seu poema. Maria del Mar Bonet, amb la seva adaptació musical al seu disc Jardí Tancat (1980), va ampliar l’abast de la figura, convertint-la en un símbol cultural contemporani de les Illes Balears.

## Cartografia
Prop del Cap de Formentor, a l'illa de Mallorca, existeix l'anomenada Cova de na Ruixa.